# Churrasco
Il churrasco è un piatto tipico dell'Argentina e della regione Sud del Brasile: è una grigliata mista con vari tipi di carne (dal pollo al manzo, dal maiale alla pecora), che vengono tagliati a pezzi grandi o lasciati interi, marinati e poi cotti alla griglia. Il particolare sapore misto tra la classica grigliata di carne e un leggero sapore di affumicato è dato dalla cottura particolarmente alta, a distanza di perlomeno 50 cm, dalla brace.
Nel churrasco rodízio la carne viene servita direttamente sul piatto con i tipici spiedoni (espetos), tagliandone dei pezzi con il coltello.

## Tagli

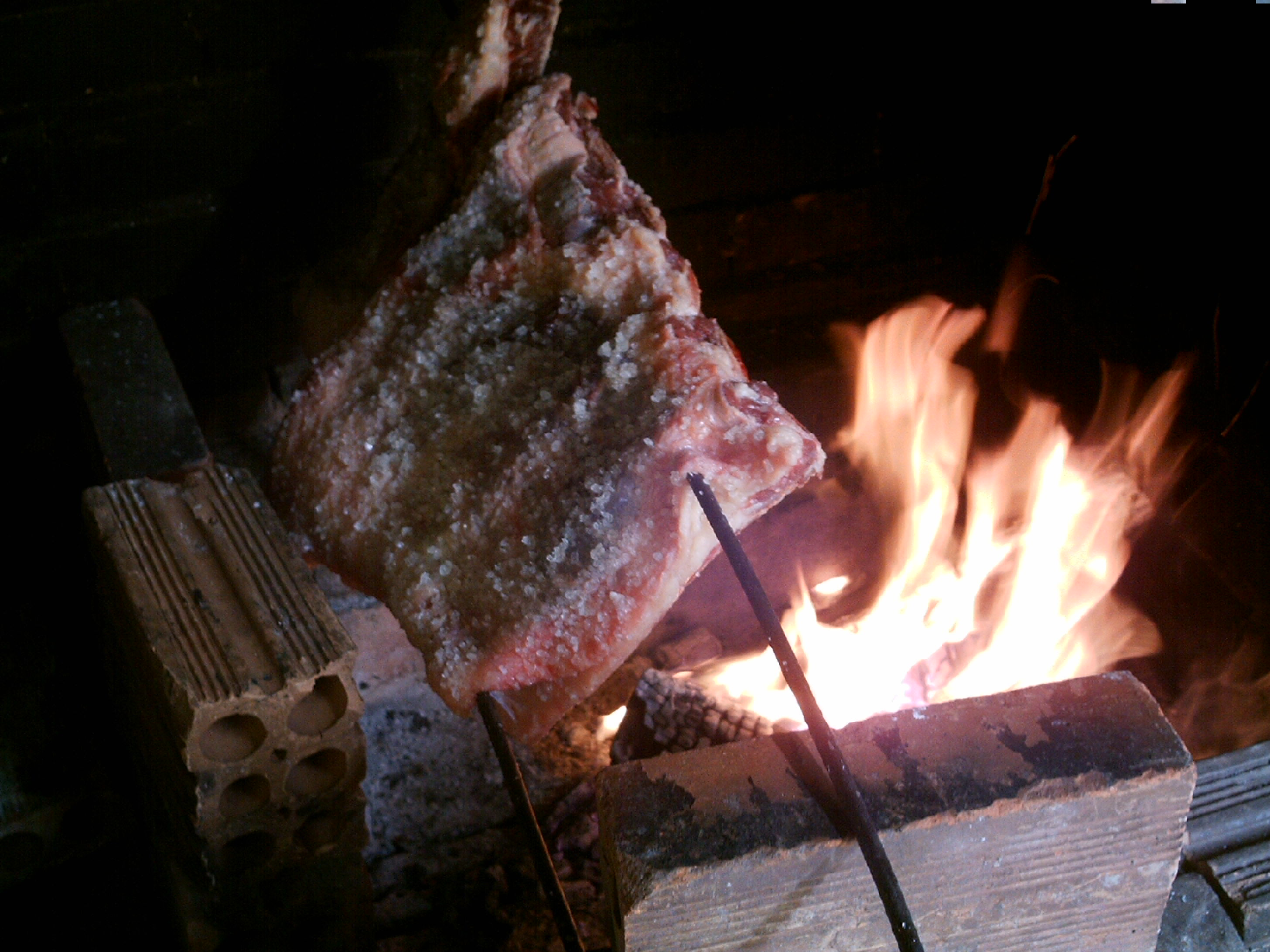
Churrasco brasiliano

I tagli più conosciuti sono: picanha (codino di manzo generalmente usato per la tagliata) che può essere semplice oppure con aglio (picanha no alho) o intrisa di mostarda (picanha na mostarda), alcatra, cupim, puntine di manzo (costela de boi), spinacino di manzo (maminha), lonza di maiale (lombinho), cuori di pollo (coração de frango), fraldinha, mignon, costela de porco, salsiccia (linguiça), javali.
Il churrasco non ha dei contorni particolari: nelle più famose churrascherie brasiliane i contorni sono principalmente a base di verdure cucinate nelle più svariate forme e a discrezione degli chef, riso bianco (arroz branco), mandioca, farofa e la classica feijoada.

## Le origini

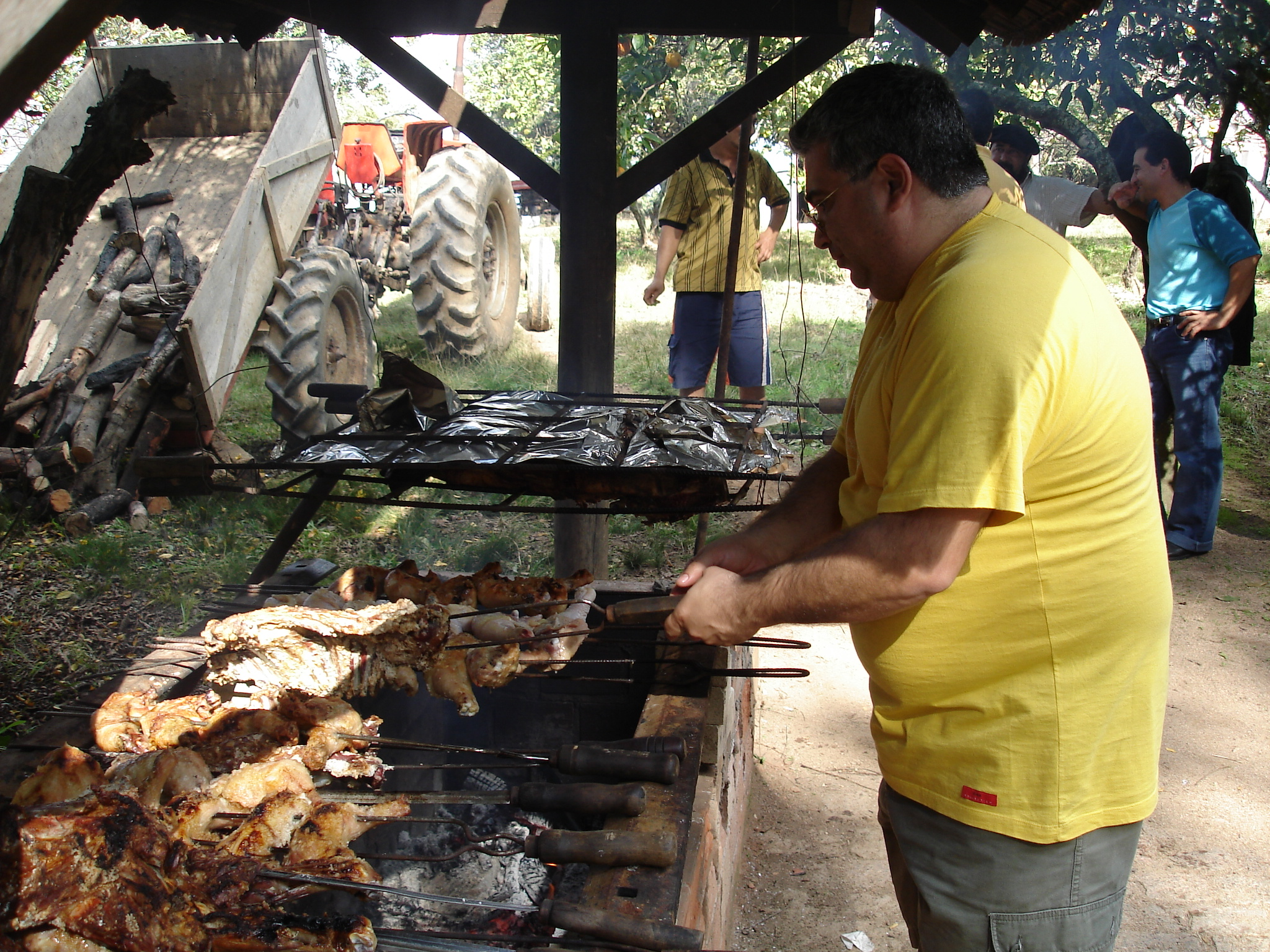
Churrasco

Il churrasco ha origine nei primi colonizzatori dell'Argentina e del Brasile meridionale. La storia dice che i primi gaucho (mandriani della pampa) nei lunghi spostamenti per seguire le mandrie, tagliavano dei grossi pezzi di carne di manzo, legandole poi alle spalle del cavallo; in tal modo si sarebbero salate con il sudore dell'animale. Questo spiegherebbe l'amore che lega i gaucho ai loro cavalli; la cottura si svolgeva su un braciere improvvisato, infilzando dei pezzi di carne su un legno verde perché non bruciasse e impiantato al centro della brace; mentre la carne si cuoceva dal basso verso l'alto, con un coltello si tagliavano le fette cotte per essere mangiate.
Si narra che la suddetta tecnica derivi dagli indigeni della regione che erano soliti cuocere dei piccoli animali catturati nella foresta nello stesso modo.